# Stadio Olimpico (Baku)
Lo stadio Olimpico (in azero Bakı Olimpiya Stadionu) è uno stadio di Baku, capitale dell'Azerbaigian. Con una capienza di 68 000 posti, ospita le partite della nazionale di calcio dell'Azerbaigian. Ha ospitato I Giochi europei nel 2015 e alcune partite del campionato europeo di calcio 2020.

## Storia
La costruzione è iniziata il 6 giugno 2011 in occasione del 100º anniversario del calcio azero.
Il progetto, finanziato dall'azienda petrolifera statale SOCAR, comprende oltre lo stadio, una serie di hotel, un parcheggio con 3 617 posti auto e spazi verdi per un totale di 81574 m². Inoltre, contestualmente alla costruzione del complesso sportivo, è stato dato il via ad un ampio piano per il ripristino dell'ecosistema ambientale del vicino lago Boyukshor.
Lo stadio è stato inaugurato il 6 marzo 2015 e ha ospitato la finale di Europa League 2018-2019.

## UEFA Euro 2020
| Data           | Ora   | Squadra #1 | Ris. | Squadra #2 | Fase del torneo  | Spettatori |
| -------------- | ----- | ---------- | ---- | ---------- | ---------------- | ---------- |
| 12 giugno 2021 | 15:00 | Galles     | 1-1  | Svizzera   | Gruppo A         | 8 782      |
| 16 giugno 2021 | 18:00 | Turchia    | 0-2  | Galles     | Gruppo A         | 19 762     |
| 20 giugno 2021 | 18:00 | Svizzera   | 3-1  | Turchia    | Gruppo A         | 17 138     |
| 3 luglio 2021  | 18:00 | Rep. Ceca  | 1-2  | Danimarca  | Quarti di finale | 16 306     |

## Galleria d'immagini

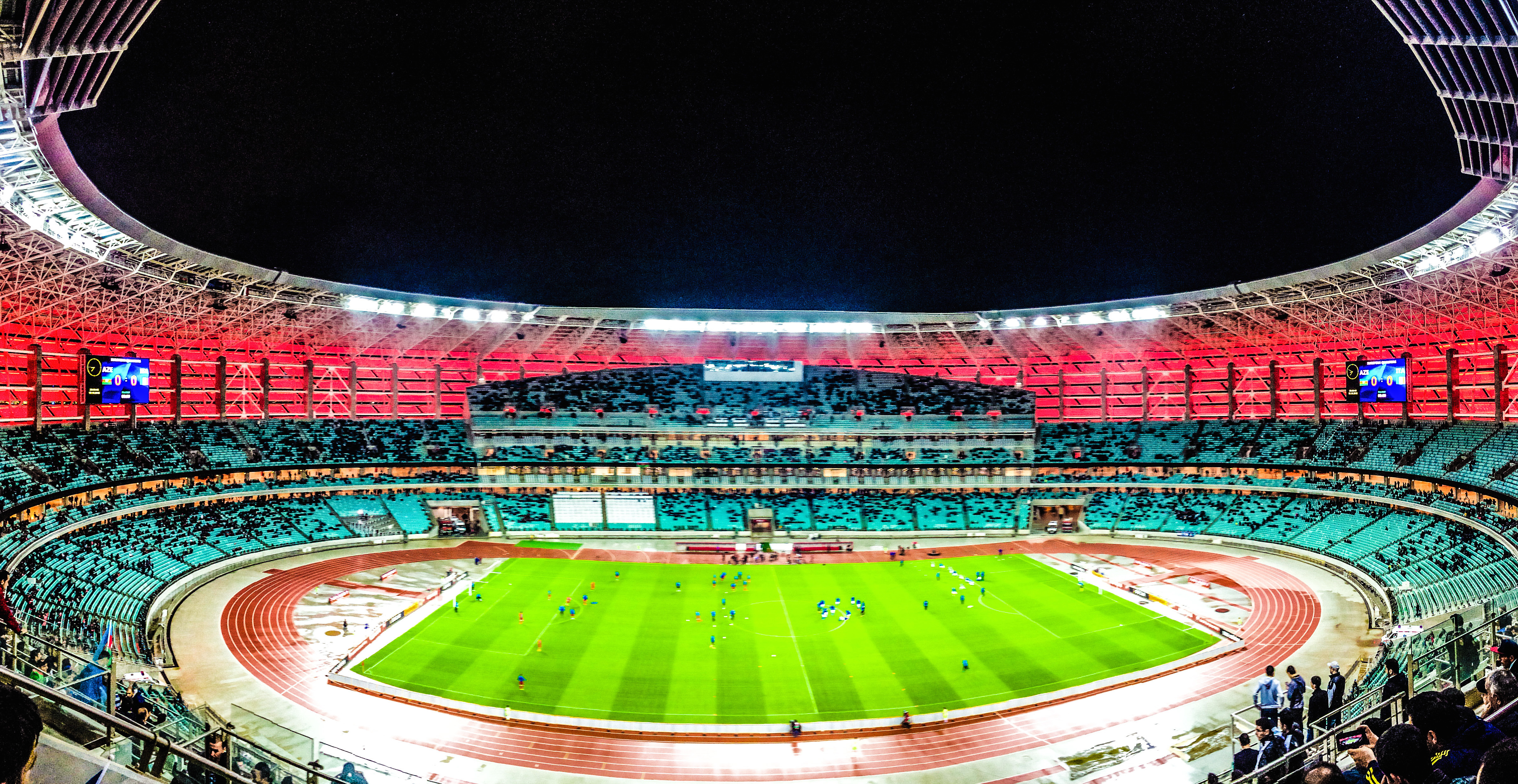
Visuale interna dello stadio.
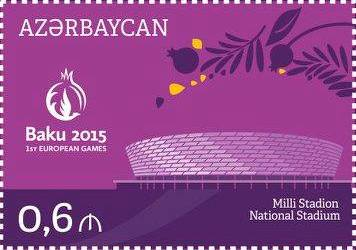
Francobollo raffigurante lo stadio.
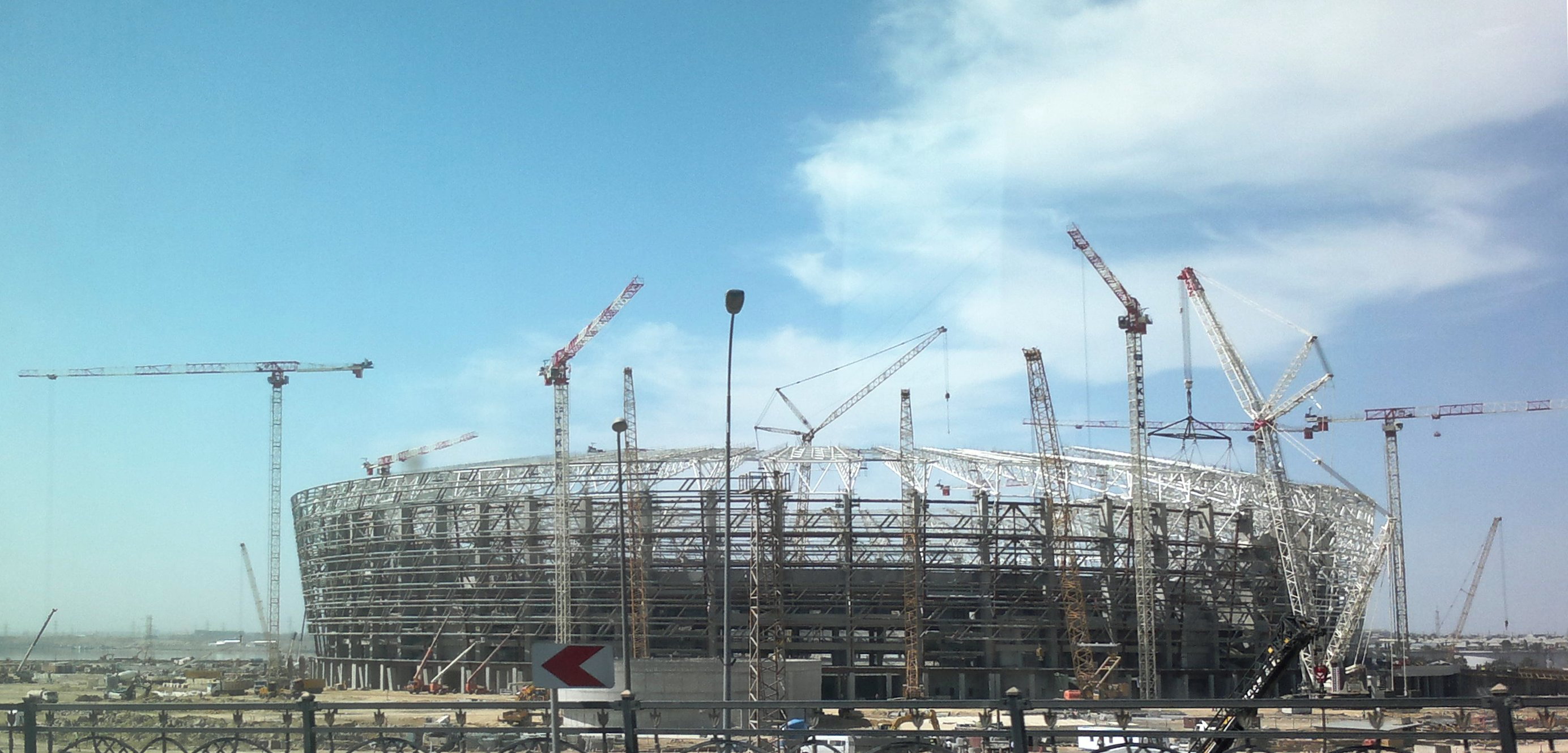
Stadio in costruzione nel 2014.
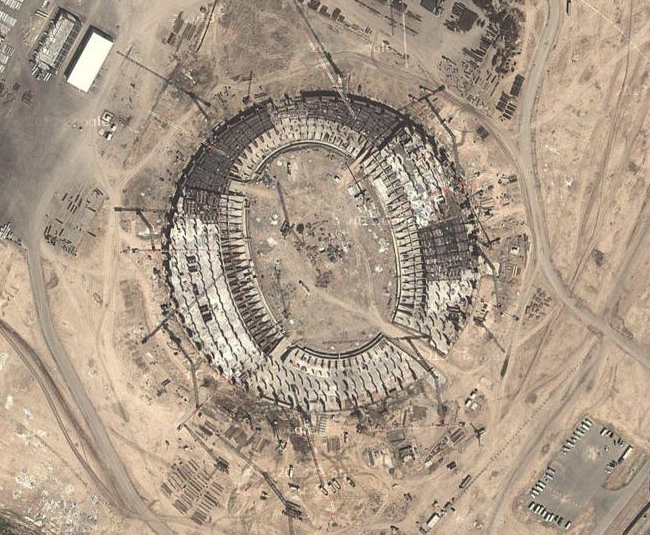
Foto satellitare del cantiere dello stadio nel 2014.